# Lord Nelson (voilier)
Pour les articles homonymes, voir Nelson.
Le Lord Nelson (ou STS Lord Nelson) est un trois-mâts barque à coque bois, dont la construction date de 1985.
Il a été entièrement conçu pour pouvoir accueillir des passagers handicapés (mal et non voyants, en fauteuils roulants). Il est, avec le Tenacious, le seul voilier réellement pensé de la sorte. Il appartient à l'Association Jubilee Sailing Trust (JST) .

## Histoire
Il a été dessiné par l’architecte naval écossais Colin Mudie. Il est, avec le Tenacious, le seul voilier réellement pensé pour naviguer avec des handicapés. 
Il appartient à l'association Jubilee Sailing Trust (JST) . Cette association a pour objet de promouvoir l'intégration entre personnes handicapées et non-handicapées par les biais de la navigation sur leurs trois-mâts spécialement équipés.
Il porte le nom du célèbre amiral britannique, vainqueur de la bataille de Trafalgar, Lord Horatio Nelson.
Il a un sister-ship, le Tarangini.

## Rassemblements de grands voiliers
Participation à Rouen :
- Armada du siècle en 1999.

Il participa à la Sydney-Auckland Tall Ships Regatta 2013.